# Мальва (фильм)
«Мальва» — советский художественный фильм по мотивам рассказов Максима Горького «Мальва» и «Два босяка».

## Сюжет
Крестьянин Василий, оставив жену и сына Якова, ушёл из деревни и занялся рыбным промыслом. Забыв о семье, сошёлся с красавицей Мальвой и зажил безмятежной жизнью, но, когда Яков вырос и убедился в бесперспективности деревенской жизни, приехал к отцу. Вскоре отношения между Яковом и Мальвой привели к тому, что Василий стал часто ссориться с любовницей и, оставив их наедине друг с другом, вернулся в деревню, но гордая Мальва отвергла и Якова.

## В ролях
| Актёр             | Роль      |
| ----------------- | --------- |
| Дзидра Ритенбергс | Мальва    |
| Павел Усовниченко | Василий   |
| Анатолий Игнатьев | Яков      |
| Геннадий Юхтин    | Серёжка   |
| Аркадий Толбузин  | приказчик |
| Иван Матвеев      | Степок    |

## Съёмочная группа
- Автор сценария: Николай Коварский
- Режиссёр: Владимир Браун
- Оператор: Владимир Войтенко
- Художник-постановщик: Михаил Юферов
- Художник по костюмам: Алла Костенко
- Композитор: Игорь Шамо
- Звукорежиссёр: Константин Коган
- Директор картины: Леонид Корецкий

## Награды
- Дзидра Ритенберга — лауреат международного кинофестиваля в Венеции за лучшую женскую роль (1957)